# 甲尻魚
甲尻魚（学名：Pygoplites diacanthus），又名錦文棘蝶魚、雙棘甲尻魚，俗名皇帝神仙、帝王魚，為輻鰭魚綱鱸形目鱸亞目蓋刺魚科的其中一個種。

## 分布
本魚分布於印度太平洋區，包括紅海、東非、南非、馬達加斯加、留尼旺、模里西斯、馬爾地夫、塞席爾群島、斯里蘭卡、葛摩、聖誕島、馬來西亞、泰國、台灣、中國大陸、越南、菲律賓、印尼、新幾內亞、澳洲、薩摩亞群島、庫克群島、斐濟、東加、萬納杜、馬紹爾群島、馬里亞納群島、帛琉、密克羅尼西亞、關島、法屬波里尼西亞等海域。

## 深度
水深3至25公尺。

## 特徵
本魚體長卵形。頭部眼前至頸部突出。吻稍尖。眶前骨下緣突出，無棘。前鰓蓋骨具棘；間鰓蓋骨無棘。體被中小型櫛鱗，頰部具鱗，頭部與奇鰭被較小鱗；側線達背鰭末端。成魚體呈黃色，體側有8至9條有藍黑色邊的白色橫帶，腹鰭和尾鰭黃色，臀鰭上具藍黃色交替的弧紋，而背鰭軟條部則為深藍色上有紫色小點。幼魚的體色和成魚類似，但只有黃白兩色，白橫帶邊緣的藍黑色緣乃隨成長而逐漸出現。且幼魚背鰭軟條部有一黑斑，但隨其成長而消失。背鰭硬棘14枚，軟條18至19枚；臀鰭硬棘3枚，軟條18至19枚，末端圓形或稍鈍尖；尾鰭圓形。體長可達20公分。

## 生態
本於喜棲息在有海流及波浪可影響到的珊瑚礁區，以海綿、藻類及附著生物為食。

## 經濟利用
為高價值觀賞魚，但不太容易飼養。不具食用價值。